# Povorsk
Povorsk (ukrainien: Поворськ ) est un village de la région de Volhynie en Ukraine. La ville est à 25 kilomètres à l'est de Kovel.
La population est de 1875 habitants.

## Histoire
Le 26 juin 1941, l'armée allemande occupe le village. D'août à septembre 1942, les juifs de la ville sont forcés à vivre dans un ghetto. En septembre 1942, un einsatzgruppen assassine 200 Juifs lors d'une exécution de masse.